# 911-es busz (Budapest)
A budapesti 911-es jelzésű éjszakai autóbusz a Moszkva tér és a Rákoskeresztúr, városközpont között közlekedett. A Moszkva tér felé tett egy kitérőt a Csatárka út felé a Bimbó út – Alsó Törökvész út – Törökvész út – Csatárka út – Zöldlomb utca – Zöldmáli lejtő – Pusztaszeri út – Cimbalom utca – Vérhalom tér – Vérhalom utca – Szemlőhegy utca – Rómer Flóris utca – Margit körút útvonalon. A viszonylatot a Budapesti Közlekedési Zrt. üzemeltette.

## Története
A járat 2005. szeptember 1-jén indult. A Moszkva tér és a Döbrentei tér között a 49É, a Döbrentei tér és az Örs vezér tere között a 78É, az Örs vezér tere és a Rákoskeresztúr, városközpont között a 61É busz járt korábban. A Csatárka út felé menetrend szerinti éjszakai járat nem közlekedett korábban. 2005. december 31-én 911A jelzésű betétjárata is közlekedett a Moszkva tér és a Csatárka út között.
2006. november 3-án megszűnt, mert összevonták a 931-es járattal.

## Útvonala
| Rákoskeresztúr, városközpont felé: | Moszkva tér felé: |
| --- | --- |
| Moszkva tér vá. – Krisztina körút – Attila út – Dózsa György tér – Krisztina körút – Döbrentei tér – Erzsébet híd – Szabad sajtó út – Ferenciek tere – Kossuth Lajos utca – Rákóczi út – Blaha Lujza tér – Rákóczi út – Baross tér – Kerepesi út – Fogarasi út – Nagy Lajos király útja – Örs vezér tere – Fehér út – Élessarok – Jászberényi út – felüljáró – Pesti út – Rákoskeresztúr, városközpont vá. | Rákoskeresztúr, városközpont vá. – Pesti út – felüljáró – Jászberényi út – Élessarok – Fehér út – Örs vezér tere – Nagy Lajos király útja – Fogarasi út – Kerepesi út – Baross tér – Rákóczi út – Blaha Lujza tér – Rákóczi út – Kossuth Lajos utca – Ferenciek tere – Szabad sajtó út – Erzsébet tér – Döbrentei tér – Attila út – Krisztina körút – Moszkva tér – Széna tér – Hattyú utca – Batthyány utca – Fazekas utca – Horvát utca – Margit körút – Mechwart liget – Bimbó út – Törökvész út – Csatárka utca – Zöldlomb utca – Zöldmáli lejtő – Felső Zöldmáli út – Pusztaszeri út – Cimbalom utca – Vérhalom tér – Szemlőhegy utca – Rómer Flóris utca – Margit körút – Moszkva tér vá. |

## Megállóhelyei
| 0  | Moszkva tér végállomás                          | 85 | 906, 921, 922, 956, 960                                |
| 2  | Moszkva tér (Csaba utca)                        | ∫  | 921, 960                                               |
| ∫  | Széna tér                                       | 84 | 906, 956, 960                                          |
| ∫  | Mechwart liget                                  | 83 | 906, 960                                               |
| ∫  | Apostol utca                                    | 81 |                                                        |
| ∫  | Zivatar utca                                    | 80 |                                                        |
| ∫  | Rómer Flóris utca                               | 80 |                                                        |
| ∫  | Mandula utca                                    | 79 |                                                        |
| ∫  | Vérhalom tér                                    | 78 |                                                        |
| ∫  | Cimbalom utca                                   | 77 |                                                        |
| ∫  | Barlang utca                                    | 75 |                                                        |
| ∫  | Felső Zöldmáli út                               | 75 |                                                        |
| ∫  | Csalit utca                                     | 74 |                                                        |
| ∫  | Zöldkert út                                     | 73 |                                                        |
| ∫  | Pitypang utca                                   | 73 |                                                        |
| ∫  | Csatárka út                                     | 72 |                                                        |
| ∫  | Pitypang utca                                   | 71 |                                                        |
| ∫  | Móricz Zsigmond Gimnázium                       | 70 |                                                        |
| ∫  | Baba utca                                       | 70 |                                                        |
| ∫  | Pusztaszeri út                                  | 69 |                                                        |
| ∫  | Vend utca                                       | 68 |                                                        |
| ∫  | Eszter utca                                     | 68 |                                                        |
| ∫  | Alsó Törökvész út                               | 67 |                                                        |
| ∫  | Ady Endre utca                                  | 66 |                                                        |
| ∫  | Aranka utca                                     | 66 |                                                        |
| ∫  | Füge utca                                       | 65 |                                                        |
| ∫  | Mechwart liget                                  | 64 | 906, 960                                               |
| ∫  | Margit körút                                    | 62 |                                                        |
| ∫  | Fazekas utca                                    | 61 | 956                                                    |
| ∫  | Széna tér                                       | 60 | 906, 956, 960                                          |
| ∫  | Moszkva tér                                     | 59 | 906, 921, 922, 956, 960                                |
| 3  | Attila út (↓) Vérmező út (↑)                    | 50 | 921                                                    |
| 4  | Korlát utca                                     | 49 | 921                                                    |
| 5  | Mikó utca                                       | ∫  | 921                                                    |
| 6  | Alagút utca                                     | 48 | 921                                                    |
| 7  | Dózsa György tér                                | 47 | 921                                                    |
| ∫  | Szarvas tér                                     | 46 | 921, 956                                               |
| 8  | Döbrentei tér (↓) Erzsébet híd, budai hídfő (↑) | 45 | 907, 908, 921, 956, 973                                |
| 10 | Ferenciek tere                                  | 43 | 907, 908, 921, 956, 973                                |
| 15 | Astoria                                         | 42 | 907, 908, 909, 914, 921, 931, 950, 956, 973, 979, 979A |
| 16 | Vas utca (↓) Kazinczy utca (↑)                  | 37 | 907, 908, 921, 931, 956, 973                           |
| 17 | Blaha Lujza tér                                 | 36 | 906, 907, 908, 921, 923, 931, 956, 973                 |
| 19 | Berzsenyi utca (↓) Huszár utca (↑)              | 35 | 907, 908, 921, 931, 956, 973                           |
| 20 | Baross tér, Keleti pályaudvar                   | 34 | 907, 908, 921, 931, 956, 973                           |
| 21 | Ügető                                           | 32 | 908, 921, 931, 956                                     |
| 22 | Taurus                                          | 31 | 908, 921, 931, 956                                     |
| 23 | Stadionok (Hungária körút)                      | 29 | 901, 908, 918, 921, 931, 956                           |
| ∫  | Őrnagy utca                                     | 27 | 908, 921, 931, 956                                     |
| 25 | Fogarasi út (↓) Várna utca (↑)                  | 26 | 908, 921, 931, 956                                     |
| 26 | Pillangó utca                                   | 26 | 908, 921, 931, 956                                     |
| 27 | Róna utca                                       | 25 | 908, 921, 931, 956                                     |
| 27 | Kaffka Margit utca                              | 24 | 908, 921, 931, 956                                     |
| 28 | Nagy Lajos király útja (↓) Fogarasi út (↑)      | 23 | 907, 908, 921, 931, 956                                |
| 30 | Bánki Donát utca (↓) Tihamér utca (↑)           | 22 | 908, 921, 931, 956                                     |
| 31 | Örs vezér tere (↓) Örs vezér tere – Zugló (↑)   | 21 | 907, 908, 921, 931, 956                                |
| 32 | Finommechanikai Rt.                             | 19 | 921, 956                                               |
| 33 | Aluljáró                                        | 18 | 921, 956                                               |
| 37 | Élessarok                                       | ∫  | 909, 921, 956                                          |
| 38 | Sörgyár                                         | 17 | 909, 921, 956                                          |
| 39 | Maglódi út                                      | 14 | 921, 956                                               |
| 40 | Orion                                           | 13 | 921, 956                                               |
| 40 | Téglavető utca                                  | 13 | 921, 956                                               |
| 41 | Porcelán utca                                   | 12 | 921, 956                                               |
| 42 | Rákos, MÁV-állomás                              | 11 | 921, 956                                               |
| 43 | Athenaeum Nyomda (↓) Kozma utca (↑)             | 10 | 921, 956                                               |
| 44 | Kossuth Nyomda                                  | 9  | 921, 956                                               |
| 45 | Legényrózsa utca                                | 8  | 921, 956                                               |
| 46 | Rézvirág utca                                   | 8  | 921, 956                                               |
| 47 | Dombhát utca                                    | 7  | 921, 956                                               |
| 48 | 501. utca                                       | 6  | 921, 956                                               |
| 49 | 508. utca                                       | 5  | 921, 956                                               |
| 50 | Göröngyös utca (↓) Borsó utca (↑)               | 4  | 921, 956                                               |
| 51 | Kis utca                                        | 3  | 921, 956                                               |
| 52 | Bakancsos utca                                  | 2  | 921, 956, 998                                          |
| 53 | Földműves utca (↓) Diák utca (↑)                | 1  | 921, 956, 998                                          |
| 54 | Rákoskeresztúr, városközpont végállomás         | 0  | 921, 956, 969, 980, 997, 998                           |